# Final do Campeonato Catarinense de Futebol de 2010 - Divisão Especial
A Final do Campeonato Catarinense de Futebol de 2010 - Divisão Especial foi a decisão da vigésima quarta edição desta competição. Foi realizada em duas partidas, com mando de campo alternado entre as duas equipes participantes, Concórdia e Marcílio Dias que disputou o último jogo em casa por ter a melhor campanha em toda a competição.

## Vantagem
No regulamento da segunda divisão do certame catarinense, está previsto que as duas equipes se enfrentam em dois jogos, tendo o mando de campo do segundo jogo, a primeira colocada na classificação geral. O clube que somar mais pontos, indepentende do saldo de gols, será campeão da Divisão Especial de 2010. Caso haja empate de pontos, realizar-se-á uma prorrogação de 30 minutos. Se o empate persistir, a equipe mandante do segundo jogo será declarada campeã.

## Histórico recente
Neste campeonato foram 4 jogos disputados pela dupla de finalistas. Na primeira fase, um empate em 0 a 0 em Itajaí e vitória do Marcílio Dias por 1 gol em Concórdia.
Pelo quadrangular, na primeira rodada do turno, a vitória veio para o Concórdia que bateu o Marcílio Dias por 2 a 0, gols de Mazinho e Saulo. Na volta no Estádio Hercílio Luz em Itajaí, o Marcílio devolveu o placar, 2 a 0 com gols de Felipe Oliveira e Maicon.

## Primeira partida
| 27 de novembro | Concórdia                                                | 4 – 2  | Marcílio Dias          | Estádio Domingos Machado de Lima, Concórdia          |
| 17:00 h        | Tiago Pereira 9' · Baroni 34' · Elcimar 58' · Mateus 77' | Súmula | Rincon 8' · Maicon 72' | Público: 502 Árbitro: Júlio César Cardoso dos Santos |

| Concórdia | Marcílio Dias |

| CONCÓRDIA:      |    |  |                 |     |                               |
|                 |    |  |                 |     |                               |
| G               | 1  |  | Bruno Grassi    |     |                               |
| Z               | 3  |  | Glauco          |     |                               |
| Z               | 4  |  | Mateus          |     | Penalizado com cartão amarelo |
| Z               | 5  |  | Frede           |     | Penalizado com cartão amarelo |
| AD              | 2  |  | Alexandre Porto |     | Penalizado com cartão amarelo |
| V               | 7  |  | Machado         |     |                               |
| V               | 8  |  | Saulo           |     |                               |
| M               | 10 |  | Gilvan          | 77' |                               |
| AE              | 6  |  | Baroni          |     |                               |
| A               | 11 |  | Tiago Pereira   | 79' | Penalizado com cartão amarelo |
| A               | 9  |  | Elcimar         | 63' |                               |
| Reservas:       |    |  |                 |     |                               |
| G               | 12 |  | Darlan          |     |                               |
| Z               | 13 |  | Sig             |     |                               |
| A               | 14 |  | Gustavo         |     |                               |
| M               | 15 |  | Mazinho         | 77' |                               |
| Z               | 16 |  | Bruno           |     |                               |
| A               | 17 |  | Abel            | 63' |                               |
| A               | 18 |  | Dinho           | 79' |                               |
| Técnico:        |    |  |                 |     |                               |
| Agenor Piccinin |    |  |                 |     |                               |

| MARCÍLIO DIAS: |    |  |                  |     |                               |
|                |    |  |                  |     |                               |
| G              | 1  |  | Márcio Kessler   |     |                               |
| LD             | 2  |  | William          |     |                               |
| Z              | 3  |  | Vítor Ramires    |     |                               |
| Z              | 4  |  | Rodrigo Fagundes | 46' | Penalizado com cartão amarelo |
| LE             | 6  |  | Flávio Luiz      |     | Penalizado com cartão amarelo |
| V              | 5  |  | Sidiclei         |     | Expulso                       |
| V              | 7  |  | Gilberto         | 75' |                               |
| M              | 8  |  | Rodrigo Couto    |     |                               |
| M              | 11 |  | Hédipo           | 46' |                               |
| A              | 10 |  | Felipe Oliveira  |     |                               |
| A              | 9  |  | Rincon           |     |                               |
| Reservas:      |    |  |                  |     |                               |
| G              | 12 |  | Edmar            |     |                               |
| LD             | 13 |  | Índio            |     |                               |
| Z              | 14 |  | Cris             |     |                               |
| V              | 15 |  | Wilsinho         | 75' |                               |
| LE             | 16 |  | Vanderson        | 46' |                               |
| M              | 17 |  | Maicon           | 46' |                               |
| A              | 18 |  | Zé Neto          |     |                               |
| Técnico:       |    |  |                  |     |                               |
| Gelson Silva   |    |  |                  |     |                               |

## Segunda partida
| 4 de dezembro | Marcílio Dias                  | 2 (0) – (0) 0 | Concórdia | Estádio Hercílio Luz, Itajaí                            |
| 19h00         | Rincon 25' · Rodrigo Couto 76' | Súmula        |           | Público: 1,802 Árbitro: Paulo Henrique de Godoy Bezerra |

| Marcílio Dias | Concórdia |

| MARCÍLIO DIAS: |    |  |                  |     |                               |
|                |    |  |                  |     |                               |
| G              | 1  |  | Márcio Kessler   |     |                               |
| LD             | 2  |  | Adans            | 99' |                               |
| Z              | 3  |  | Vítor Ramires    |     |                               |
| Z              | 4  |  | Rodrigo Fagundes |     | Penalizado com cartão amarelo |
| LE             | 6  |  | Vanderson        |     |                               |
| V              | 5  |  | Flávio Luiz      |     | Expulso                       |
| V              | 7  |  | Gilberto         |     |                               |
| M              | 8  |  | Rodrigo Couto    |     |                               |
| M              | 10 |  | Maicon           |     | Penalizado com cartão amarelo |
| A              | 11 |  | Felipe Oliveira  | 63' |                               |
| A              | 9  |  | Rincon           | 90' |                               |
| Reservas:      |    |  |                  |     |                               |
| G              | 12 |  | Edmar            |     |                               |
| LD             | 13 |  | William          |     |                               |
| Z              | 14 |  | Cris             |     |                               |
| V              | 15 |  | Wilsinho         | 99' |                               |
| M              | 16 |  | Hédipo           |     |                               |
| A              | 17 |  | Leandro Branco   | 63' |                               |
| A              | 18 |  | Dioney           | 90' |                               |
| Técnico:       |    |  |                  |     |                               |
| Gelson Silva   |    |  |                  |     |                               |

| CONCÓRDIA:      |    |  |                 |     |                                                                         |
|                 |    |  |                 |     |                                                                         |
| G               | 1  |  | Bruno Grassi    |     |                                                                         |
| Z               | 3  |  | Glauco          |     | Penalizado com cartão amarelo                                           |
| Z               | 4  |  | Mateus          |     | Penalizado com cartão amarelo · Penalizado com cartão amarelo · Expulso |
| Z               | 5  |  | Frede           | 69' | Penalizado com cartão amarelo                                           |
| AD              | 2  |  | Alexandre Porto |     |                                                                         |
| V               | 7  |  | Machado         | 45' |                                                                         |
| V               | 8  |  | Saulo           |     | Expulso                                                                 |
| M               | 10 |  | Gilvan          | 96' |                                                                         |
| AE              | 6  |  | Baroni          |     |                                                                         |
| A               | 11 |  | Tiago Pereira   |     | Penalizado com cartão amarelo                                           |
| A               | 9  |  | Elcimar         |     |                                                                         |
| Reservas:       |    |  |                 |     |                                                                         |
| G               | 12 |  | Segala          |     |                                                                         |
| Z               | 13 |  | Sig             |     |                                                                         |
| A               | 14 |  | Gustavo         |     |                                                                         |
| M               | 15 |  | Mazinho         | 45' |                                                                         |
| Z               | 16 |  | Junior Paulista |     |                                                                         |
| A               | 17 |  | Abel            | 69' |                                                                         |
| A               | 18 |  | Dinho           | 96' |                                                                         |
| Técnico:        |    |  |                 |     |                                                                         |
| Agenor Piccinin |    |  |                 |     |                                                                         |

## Campeão
| Campeonato Catarinense de 2010 - Divisão Especial |
| ------------------------------------------------- |
| MARCÍLIO DIAS (2º título)                         |